# Petrovice (okres Ústí nad Labem)
Petrovice (německy Peterswald) jsou hraniční obcí na pomezí České republiky a Německa (hraniční přechod Petrovice–Bahratal). Představují jediný silniční hraniční přechod se Spolkovou republikou Německo v okrese Ústí nad Labem. Žije v nich 904 obyvatel.

## Historie
První zmínky o obci sahají až do roku 1352 pod latinským názvem Petri silva. V 16. století byly Petrovice součástí panství Krupka. Od 17. do 19. století se mezi majiteli vystřídalo několik pánů až do roku 1849, kdy se obec osamostatnila. V letech 1938 až 1945 byly Petrovice (tehdy Peterswald)  v důsledku uzavření Mnichovské dohody přičleněny k nacistickému Německu.

## Přírodní poměry
Petrovice leží zhruba 20 km severozápadně od Ústí nad Labem v nadmořské výšce od 433 do 633 metrů. Mají protáhlý tvar přibližně severojižním směrem a budovy v obci lemují tudy protékající potok. Obcí prochází silnice II/248.
Obec se rozkládá na ploše 52,33 km². Tvoří ji části obce Petrovice a Krásný Les, a sestává ze čtyř základních sídelních jednotek s vlastními katastrálními územími, kterými jsou Petrovice, Krásný Les, Nakléřov a Větrov. Hranice území obce je ze severu a západu tvořeno státní hranicí s Německem. Před osadou Adolfov uhýbá na východ a pokračuje po vrstevnici nad Zadní Telnicí. K té posléze prudce klesá a dále sleduje Telnický potok a Rožnou. Od východu obchází vrch Rožný a směřuje k silnici II/248, kterou překračuje před Nakléřovem. Z jihu míjí Nakléřovskou výšinu a pokračuje směrem k dálnici D8. Následně, již východní hranicí, kopíruje Jílovský potok a východně od Panenské poté Olšový potok. Ze západu obchází obec Tisá, od níž míří na sever ke státní hranici, na níž se napojuje v místě, kde se Olšový potok stává hraničním tokem.

### Ochrana životního prostředí
Na území Petrovic zasahuje hned několik chráněných území různých typů. Z velkoplošných chráněných území se jedná o chráněnou krajinnou oblast Labské pískovce, jíž ze západu a jihu ohraničují silnice druhé třídy č. 248 a č. 528. Maloplošná chráněná území jsou zastoupena dvě. Prvním z nich je přírodní rezervace Niva Olšového potoka, při stejnojmenném potoce, vyhlášená v roce 2002, jejímž předmětem ochrany je „meandrující tok Olšového potoka s typickou ukázkou samovolného vývoje přirozeného toku včetně všech souvisejících procesů, jeho potoční niva se zachovalými břehovými porosty, mokřadní biotopy a druhově bohaté luční porosty a na ně vázané zvláště chráněné či ohrožené druhy rostlin a živočichů“. Druhou, nacházející se na území Krásného Lesa, je přírodní rezervace Špičák u Krásného Lesa. Ta byla vyhlášena roku 1997 a je chráněna „pro pestrost geologické stavby a bohatost geomorfologických tvarů“.
Dále se v oblasti nachází dvě evropsky významné lokality, což je typ chráněného území v rámci soustavy Natura 2000. První z nich je evropsky významná lokality Olšový potok, která se překrývá s PR Niva Olšového potoka, ale jejíž rozloha je mnohem větší (zasahuje až do sousední Tisé). Druhou, zasahující jih Krásného Lesa, je evropsky významná lokalita Východní Krušnohoří. Na území Větrova částečně zasahují Krušnohorská rašeliniště, mokřady, chráněné od roku 2008 Ramsarskou úmluvou. Posledním chráněným území je přírodní park Východní Krušné hory, zasahující více než polovinu Petrovic a jejich částí. Byl vyhlášen roku 2009 a vymezuje jej státní hranice a silnice druhé třídy č. 248, silnice třetí třídy mezi Petrovicemi a Krásným Lesem a Krásným Lesem a Adolfovem. Předmětem jeho ochrany je „ráz hřebenů s lesními prosty, horskými a rašelinnými loukami, charakteristickou flórou a faunou“.

## Obyvatelstvo
Při sčítání lidu v roce 1921 ve vsi žilo 2 560 obyvatel (z toho 1 172 mužů), z nichž bylo 26 Čechoslováků, 2 509 Němců a 25 cizinců. Kromě 33 evangelíků a jednoho příslušníka nezjišťovaných církví byli římskými katolíky. Podle sčítání lidu z roku 1930 měla vesnice 2 552 obyvatel: čtyřicet Čechoslováků, 2 455 Němců a 57 cizinců. Většina (2 461 lidí) se hlásila k římskokatolické církvi, ale žilo zde také 54 evangelíků, čtyři členové církve československé, jeden člen nezjišťovaných církví a 32 lidí bez vyznání.
Počátkem roku 2013 žilo v obci celkem 871 obyvatel, z toho 477 mužů a 394 žen, jejichž průměrný věk činil 36,7 let. Podle sčítání sčítání lidu, domů a bytů z roku 2011, kdy v obci žilo 832 lidí, tvořili největší věkovou skupinu (18,4 %) obyvatelé ve věku od 30 do 39 let. Děti do 14 let věku představovaly 14,5 % obyvatel, zatímco senioři nad 70 let úhrnem 6,5 %. Z celkem 711 občanů obce starších 15 let je vzdělanostně nejpočetnější skupinou (34,3 %) nejvyšší ukončené vzdělání úplné střední bez maturity. Podíl vysokoškoláků dosahoval 5,2 % a bez vzdělání bylo naopak necelé 1 % obyvatel.
Z cenzu dále vyplývá, že ve městě žilo 389 ekonomicky aktivních občanů. Dohromady 87 % z nich se řadilo mezi zaměstnané, z nichž 53,7 % patřilo mezi zaměstnance, 3,6 % k zaměstnavatelům a zbytek pracoval na vlastní účet. Oproti tomu celých 34,7 % občanů nebylo ekonomicky aktivní (to jsou například nepracující důchodci či žáci, studenti nebo učni) a zbytek svou ekonomickou aktivitu uvést nechtěl.
Během sčítání lidu 2011 se 46,4 % obyvatel obce přihlásilo k české národnosti, přičemž početnou menšinu tvořili s 12,4 % občané vietnamské národnosti. Zbývající zastoupené národnosti byly slovenská (2,4 %), německá (0,7 %), slezská, polská a ukrajinská (shodně 0,1 %). Celých 36,7 % obyvatel obce však svou národnost neuvedlo.
|           | 1869  | 1880  | 1890  | 1900  | 1910  | 1921  | 1930  | 1950 | 1961 | 1970 | 1980 | 1991 | 2001 | 2011 |
| --------- | ----- | ----- | ----- | ----- | ----- | ----- | ----- | ---- | ---- | ---- | ---- | ---- | ---- | ---- |
| Obyvatelé | 2 426 | 2 636 | 2 541 | 2 511 | 2 892 | 2 560 | 2 552 | 685  | 610  | 637  | 559  | 492  | 510  | 712  |
| Domy      | 404   | 434   | 451   | 456   | 500   | 512   | 521   | 495  | 164  | 145  | 125  | 150  | 141  | 167  |

### Náboženský život
Obec je sídlem římskokatolické farnosti, která spadá pod ústecký vikariát litoměřické diecéze. Na území farnosti se nachází kostel svatého Mikuláše, kde se však nekonají pravidelné bohoslužby. Krásný Les, jenž je částí obce Petrovice, má vlastní samostatnou farnost s kostelem Nanebevzetí Panny Marie.
Při censu prováděném v roce 2011 se 5,5 % obyvatel Petrovic označilo za věřící, z toho 2,6 % se hlásilo k církvi či náboženské obci. Nejvíce obyvatel (1,8 %) se označilo za následovníky římskokatolické církve, okrajově též bylo zastoupeno Pravoslaví. Plných 40,1 % uvedlo, že je bez náboženské víry, a 54 % lidí odmítlo na otázku své náboženské víry odpovědět.

## Obecní správa

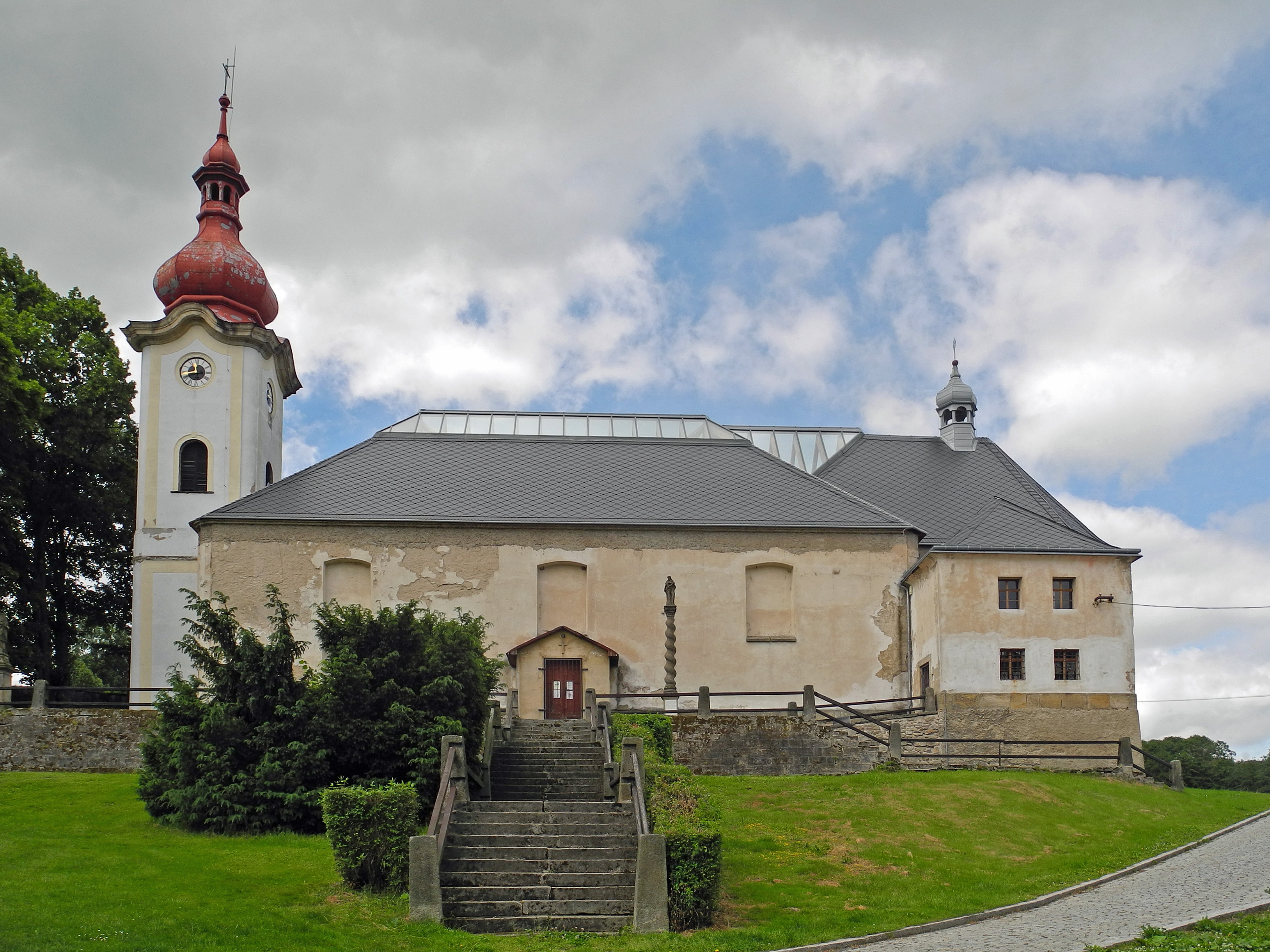
Boční pohled na kostel s obnovenou střechou

Petrovice jsou tvořeny částmi obce Petrovice a Krásný Les. Sestávají ze čtyř základních sídelních jednotek s vlastními katastrálními územími, kterými jsou Petrovice, Krásný Les, Nakléřov a Větrov u Krásného Lesa (Nakléřov a Větrov jsou rovněž základními sídelními jednotkami Krásného Lesa).

## Pamětihodnosti
- Kostel sv. Mikuláše – Kostel z roku 1793 stojí při silnici nad obcí, dříve téměř zcela zničený, bez střechy, zachována pouze průčelní západní věž a pro zchátralost bývala nepřístupná. Ve věži se nacházely dva zvony od Mikuláše Löwa z Prahy, výzdobou podobné zvonu z Krásného Lesa.[18] V prvních desetiletích 21. století byl kostel postupně obcí rekonstruován, v rámci čehož zde vzniklo malé muzeum a kostel získal nové, prosklené zastřešení.[19] Je kulturní památkou.[20]
- Socha panny Marie – kulturní památka[21]
- Krucifix – kulturní památka[22]

## Sport
Územím obce Petrovice a jejích částí prochází několik turistických a cyklistických tras. Z turistických se jedná o evropskou dálkovou trasu E3 ze Španělska do Bulharska, značenou červenou turistickou značkou, vedoucí přes Panenskou, kolem Horního rybníka a následně přes rozcestníky Pod Jelením vrchem a Pod Liškárnou. Dále o modrou turistickou značku z Malého Chvojna do Zadní Telnice, vedoucí údolím Jílovského potoka přes Nakléřov, směrem na Krásný Les a rozcestníky Pod Jelením vrchem a Pod Liškárnou. Nejdelší trasu na území Petrovic má naučná stezka Zapomenuté pohraničí z Adolfova na Děčínský Sněžník, vedoucí přes Krásný Les a Petrovice.
Cyklistika je zastoupena trasou II. třídy nadregionálního významu č. 23 vedoucí z Děčína na Měděnec, která je součástí Krušnohorské magistrály. Další je cyklistická trasa č. 3017 z Děčína do Adolfova, k níž je paralelní zdejší běžkařská trasa. Další běžkařské trasy jsou v nedalekém Adolfově a kolem Jeleního vrchu. Ze zimních sportů lze dále provozovat alpské lyžování v nedalekém lyžařském středisku Zadní Telnice, které je přístupné buď z Adolfova nebo z Telnice.

## Osobnosti
- Gustav Waagner (1813–1891), plukovník armády Spojených států amerických
- Josef Patera (1886–1957), malíř a učitel